# Ostrovce, Razgrad
Ostrovce (în bulgară Островче) este un sat în comuna Razgrad, regiunea Razgrad,  Bulgaria. 

## Demografie
Componența etnică a satului Ostrovce
     Bulgari (98,96%)
     Nicio identificare (1,03%)
     Altele (0%)
La recensământul din 2011, populația satului Ostrovce era de 97 locuitori. Din punct de vedere etnic, majoritatea locuitorilor (98,96%) erau bulgari. Pentru 1,03% din locuitori nu este cunoscută apartenența etnică.